# 용두동 (대전)
용두동(龍頭洞)은 대전광역시 중구에 속한 행정동 및 법정동이다. 용두봉의 모양이 용머리에 해당된다하여 용머리, 용두리로 불렸던 용두동은 대전광역시의 중심부에 위치하여 서대전네거리가 인접한 교통의 요지이며, 용두시장, 서대전가구거리 등이 있는 경제의 중심지역이다. 용두 재래시장이 있으며, 계룡로에 서대전가구거리가 형성되어 있고,
노후 주택을 중심으로 4개지구에서 주택재개발사업이 추진 중이다. 동서대로 및 계룡로 주변은 일반 주거지역을 형성하고 있다.

## 역사
용두동은 백제시대 우술군에, 신라시대 비풍군 지역에 속했다. 그러다가 조선시대에는 공주목 유등천면에 속해 있었다. 용두동은 용두봉의 모양이 용머리에 해당된다하여 용머리, 용두리로 불렸는데, 1895년 회덕군 유천면 용두리, 반심리, 평리 지역이었는데, 1914년 군면 통폐합으로 탄방리, 중촌리, 방축리 등의 일부를 편입하여 대전군 유천면 용두리가 되었다. 1931년 대전군 대전읍 용두정에 편입되었으며, 대전부 설치로 1935년 대전부 용두정이 되었다. 1949년 대전시 용두동이 되었고, 1977년 구제 실시로 중구 용두동이 되었으며, 1989년 1월 1일 직할시 승격으로 대전직할시 중구 용두1, 2동으로 편입된 후, 1995년 대전광역시 승격 이후 1998년 11월 23일 대전광역시 중구 용두동으로 통합되었다.

## 교육
- 서대전초등학교
- 을지대학교 대전캠퍼스

## 교통
- ● 대전 도시철도 1호선
  - 서대전네거리역

## 아파트
- 한국토지주택공사
  - 미르마을 - 2005년 9월 입주 / 우방, 경남기업